# John thành Salisbury

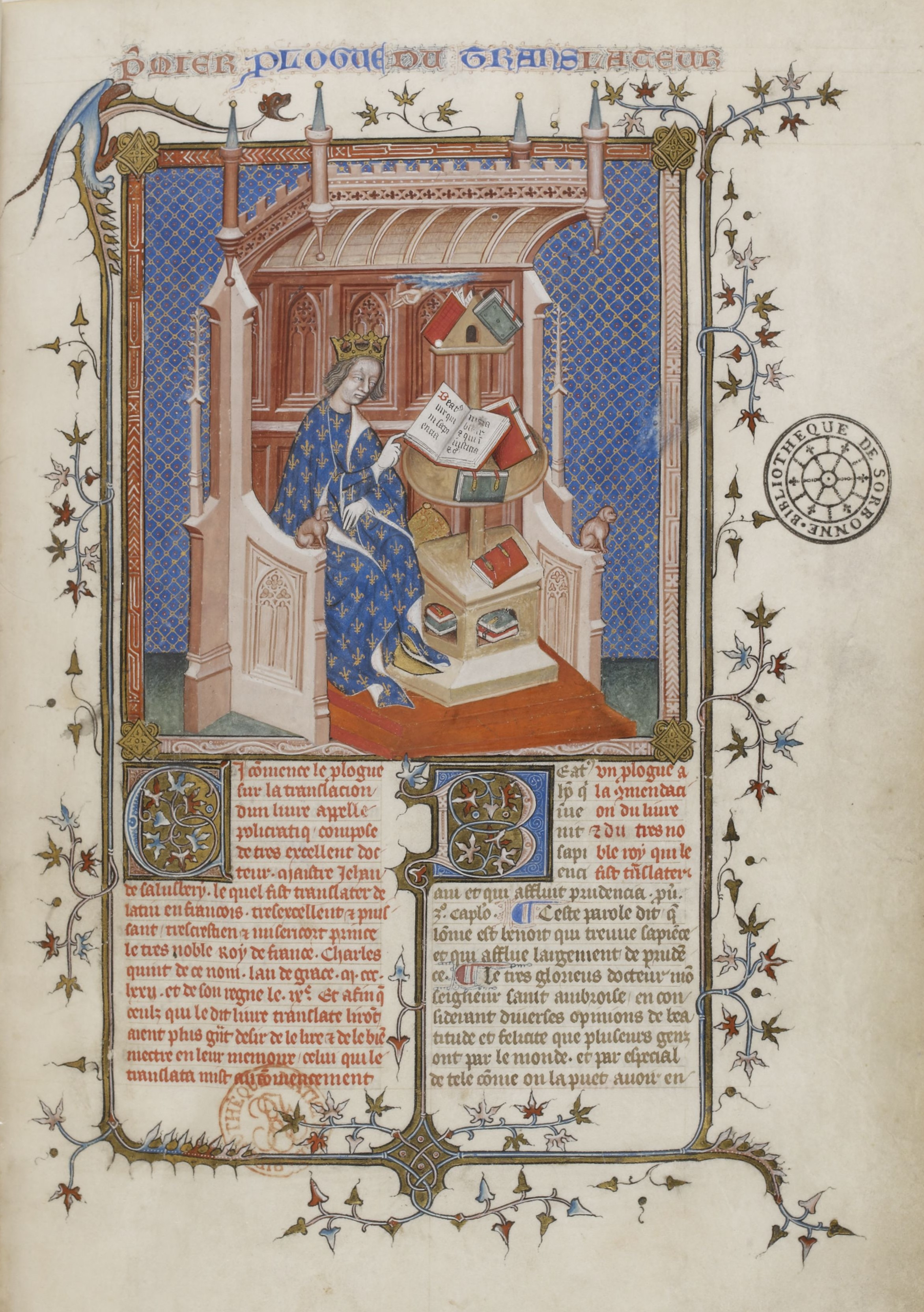

John thành Salisbury (khoảng 1120 – 25 tháng 10, 1180), tự gọi mình là Johannes Parvus ("John Bé"), là một nhà văn, nhà giáo dục, nhà ngoại giao, triết gia kinh viện và giám mục Chartres người Anh.

## Thuở hàn vi và giáo dục
John chào đời tại thành phố Salisbury, là người mang dòng máu Anglo-Saxon không thuộc chủng Norman, và do vậy đích thực là một tu sĩ có xuất thân khiêm tốn, mà sự nghiệp lại phụ thuộc vào trình độ học vấn của bản thân. Ngoài ra, chính ông đã tự đặt cho mình một cái biệt hiệu gọi là Parvus, "lùn tịt", hoặc "nhỏ bé", có quá ít thông tin liên quan đến thuở hàn vi của ông. Từ những bài phát biểu của John mà người ta thu thập được cho biết rằng ông từng vượt biên sang Pháp vào năm 1136, và bắt đầu theo học thường xuyên tại Paris dưới sự chỉ dẫn của giáo sư nổi tiếng Pierre Abélard, từng có một thời gian ngắn cho mở lại ngôi trường nổi tiếng của mình ở Montagne Sainte-Geneviève.
Tài liệu sống động của ông về giảng viên và sinh viên đã cung cấp một số thông tin chi tiết có giá trị nhất vào những ngày đầu của trường Đại học Paris. Tới khi Abélard rút khỏi Paris thì John vẫn tiếp tục việc học dưới sự hướng dẫn của Hiệu trưởng Alberic và Robert xứ Melun. Năm 1137 John khởi hành đến Chartres để theo học ngữ pháp dưới sự hướng dẫn của William xứ Conches, và thuật hùng biện, logic và các tác phẩm kinh điển dưới sự dạy dỗ của Richard l'Evêque, môn đệ của Bernard de Chartres. Việc giảng dạy của Bernard được phân biệt một phần bởi xu hướng mang tính Plato nổi bật của nó, và một phần do sự căng thẳng được đặt ra trong quá trình nghiên cứu văn học của các nhà văn Latinh có tầm cỡ.  Ảnh hưởng của đặc điểm thứ hai là đáng chú ý trong số tất cả các tác phẩm của John thành Salisbury.
Khoảng năm 1140, John trở về Paris để nghiên cứu thần học dưới sự hướng dẫn của Gilbert de la Porrée, rồi sau là Robert Pullen và Simon vùng Poissy, đã tự phụ mình là một gia sư cho các nhà quý tộc trẻ tuổi. Năm 1148 ông chuyển qua sống tại Tu viện Moutiers-la-Celle trong giáo phận Troyes, cùng với người bạn tên là Pierre de Celle. Ông còn có mặt tại Công đồng Reims vào năm 1148, dưới sự chủ tọa của Giáo hoàng Eugene III. Người ta phỏng đoán rằng trong thời gian tham gia công đồng này, đích thân Thánh Bernard xứ Clairvaux đã giới thiệu ông sang làm thư ký cho Theobald.

## Thư ký Tổng giám mục Canterbury
John thành Salisbury làm thư ký cho Tổng giám mục Theobald được bảy năm. Trong lúc ở Canterbury ông trở nên quen thân với Thomas Becket, một trong những nhân vật có tầm ảnh hưởng vô cùng quan trọng trong cuộc đời của John. Suốt trong thời kỳ này, ông đã thực hiện nhiều sứ mệnh cho Tòa Thánh La Mã; nhờ vậy mà ông có dịp làm quen với Nicholas Breakspear, về sau trở thành Giáo hoàng Adrian IV vào năm 1154. Năm sau John có tới thăm Nicholas và vẫn còn lưu lại Benevento với ông ấy trong vài tháng. John đã ở Roma ít nhất hai lần sau đó.
Trong thời gian này, ông đã sáng tác những tác phẩm vĩ đại nhất của mình, được xuất bản gần như chắc chắn vào năm 1159 với nhan đề Policraticus, sive de nugis curialium et de vestigiis philosophorum (Sách cho chính trị gia) và Metalogicon, được xem là những tác phẩm vô giá như một kho tàng thông tin liên quan đến vấn đề và hình thức giáo dục học thuật, và nổi bật với văn phong trau chuốt và khuynh hướng nhân văn. Policraticus cũng làm sáng tỏ sự suy đồi trong cách cư xử tại triều đình và đạo đức giả của hoàng gia vào thế kỷ 12. Ý tưởng của những người đương thời đứng trên vai những người khổng lồ thời cổ đại lần đầu tiên xuất hiện dưới dạng văn bản trong tác phẩm Metalogicon. Sau cái chết của Theobald vào năm 1161, John tiếp tục làm thư ký cho người kế vị ông này là Thomas Becket, và đã tích cực tham gia vào các cuộc tranh chấp lâu dài giữa Tổng giáo chủ và vị chúa thượng của ông là Henry II, vì vậy nhà vua luôn xem John là tay sai của Giáo hoàng.
Những lá thư của ông đã soi sáng cuộc đấu tranh hiến pháp sau đó sẽ làm nổ tung nước Anh. Năm 1163, John rơi vào trạng thái bất mãn với nhà vua vì những lý do còn chưa rõ ràng và rút lui sang Pháp. Trong sáu năm tiếp theo, ông ở cùng với người bạn thân Pierre de Celle, nay là Tu viện trưởng St. Remigius ở Reims. Chính tại đây ông đã chấp bút viết nên tác phẩm "Historia Pontificalis". Năm 1170, ông lãnh đạo phái đoàn chuẩn bị cho Becket trở về nước Anh, và đã ở Canterbury trong thời gian diễn ra vụ ám sát Becket. Năm 1174, John trở thành thủ quỹ của nhà thờ chính tòa Exeter.

## Giám mục Chartres
Năm 1176 ông được phong chức giám mục Chartres và sống tại đây cho tới cuối đời. Năm 1179 ông tích cực tham gia vào Công đồng Lateran thứ ba. Ông qua đời ở gần Chartres vào ngày 25 tháng 10 năm 1180.

## Tư tưởng chính trị
Các tác phẩm của John rất tuyệt vời khi làm sáng tỏ vị thế văn học và khoa học của Tây Âu thế kỷ 12. Mặc dù ông đã có kinh nghiệm trong logic và thuật hùng biện biện chứng mới mẻ của trường đại học, quan điểm của John thể hiện một trí tuệ được nuôi dưỡng bằng kinh nghiệm thực tiễn, chống lại các thái cực của cả duy danh luận và thực tại luận mang ý nghĩa thông thường trên thực tế. Học thuyết của ông là một loại chủ nghĩa thực dụng, với sự cương quyết dựa vào sự suy đoán đầy vẻ hoài nghi về văn chương của Cicero, người mà ông vô cùng ngưỡng mộ và có ảnh hưởng khá lớn đến văn phong của mình. Quan điểm của ông cho rằng sự kết thúc của giáo dục là đạo đức, chứ không chỉ đơn thuần là tri thức, đã trở thành một trong những học thuyết giáo dục chính yếu của nền văn minh phương Tây, nhưng ảnh hưởng của ông không chỉ ở những người đương thời mà còn trong quan điểm của thế giới về chủ nghĩa nhân văn thời Phục Hưng.
Quyển Policraticus của ông cho thấy thứ tự trong xã hội con người thời Trung Cổ được thiết lập như thế nào. Ông hoàng (hay vua) là cái đầu: nghị viện (lập pháp) là quả tim; những quan tòa và thống đốc là tai, mắt, và lưỡi; sĩ quan và binh lính là tay; những viên chức tài chính là dạ dày và ruột; và nông dân "tương đương với bàn chân, luôn luôn đụng đất". Lối diễn tả xã hội theo bộ phận thân thể này rất được những người bảo thủ ưa thích. Vì rõ ràng là bàn chân không cố trở thành bộ óc, và tay cũng không ganh tị với mắt; thân thể con người tốt nhất khi mỗi phần làm công việc tự nhiên của nó. Nông dân, thợ rèn, nhà buôn, luật sư, giáo sĩ và cả vua nữa, mỗi người đều làm một việc do Thượng đế định sẵn.
Trong số các nhà văn Hy Lạp ông dường như không biết gì về những tác phẩm đầu tay và qua các bản dịch. John được coi là một trong những nhà văn Latinh xuất chúng nhất thời đó. Tác phẩm Timaeus của Plato qua bản tiếng Latinh của Chalcidius đã được biết đến với ông như những người đương thời và người tiền nhiệm của ông, và có lẽ ông từng có lúc được tiếp cận bản dịch tác phẩm Phaedo và Meno. Nhờ Aristotle mà ông đã sở hữu toàn bộ quyển Organon viết bằng tiếng Latinh; ông thực sự là người đầu tiên trong số các nhà văn thời Trung cổ lưu tâm đến những vĩ nhân mà cả thế giới đều biết đến.

## Ảnh hưởng văn hóa
John do diễn viên Alex G. Hunter đóng vai trong bộ phim câm năm 1923 mang tên Becket, dựa trên vở kịch của Alfred Lord Tennyson.